# 重機動メカ
重機動メカ（じゅうきどうメカ）とは、スーパーロボットアニメ『伝説巨神イデオン』に登場する、架空の兵器。敵対勢力「バッフ・クラン」が主に使用するリアルロボットに分類されるロボット兵器である。
デザインは当初はサブマリンによるもの、ジグ・マック以降はラフが富野喜幸でフィニッシュワークがサブマリンによるもの、または湖川友謙によるものがある。

## 概要
「重機動メカ」はバッフ・クラン軍が使用する機動力に優れた大型戦闘用機械であり、基本的に有人制御の機体である。最小のもので45メートル前後、最大では150メートル以上と、リアルロボットの中ではそれまで前例の無い巨大さである。
性能も作中に出てくるほかの兵器よりも群を抜いていた。ただし稼働時間は戦闘機並とされており、作戦行動には母艦を必要とした。もっとも、搭載する母艦は数百メートルクラスが主流となっており、大型の重機動メカは1隻あたり数機の搭載が限界だったようである。母艦内には手足を折り畳むか、ガルボ・ジックのような合体型は分離形で搭載する。
バッフ・クランは、いわゆる人型のロボットという概念が存在しないとされる。このため、イデオンを指して「巨神」と表現していた。第11話で人型のイデオンを目にしたグハバ・ゲバは、「どうせ、積木細工みたいな物だろう。このジグ・マックのパワーに勝てるものか！」と相手を評価している。また同話で重機動メカを殴るイデオンを目にしたハルル・アジバは、「巨神が殴った。まるで人間のように」と驚いている。重機動メカは戦闘ロボットというよりも、建設用の大型機械の延長、あるいは戦闘機の大型化など、さまざまなデザインコンセプトの機械を戦闘用に発展させたものである。番組後半に登場した対イデオン用の機体などは特殊ビームの発射用として特化したりと、従来のロボットデザインの概念に縛られない柔軟な発想が見てとれる。
デザインコンセプトとしては、いわゆる純粋な人型が一切存在しない。イメージ的には海洋軟体生物（クラゲ・ヒトデ）や、古典的なタコ型火星人の侵略兵器である「トライポッド」の影響が大きいのも特徴である。特に三脚型のデザインは、『ヤマトよ永遠に』の掃討三脚戦車のような例はあるが日本アニメでは珍しく、画期的だった。サブマリンの樋口雄一によると、三脚型はサブマリンのスタッフの一人からの提案で生まれたという。
異星で発見された古代文明の遺した超絶的なパワーを持つ「イデオン」、そのイデオン奪取のためにバッフ・クランが送り込む多数の重機動メカとの死闘は、それまでのロボットアニメ史で1、2を争うスケールのバックグラウンドに彩られた物語だった。また、いわゆるスーパーロボットの範疇に入る「イデオン」とリアルロボットである重機動メカとが戦闘するという、「スーパーロボットvsリアルロボット」の構図を描いた初の作品である。
最初はイデオンのライバル機的なポジションであったが、イデの力が上昇するにつれて重機動メカ単機では直接戦闘では対抗出来なくなる。そのため、集団戦法で戦うアディゴ、イデオンに範を得たかのような合体型のギド・マック、合体してゲル結界を使うガルボ・ジック、エネルギー吸収型のアブゾノールといった特殊型を投入したが何れも退けられ、重機動メカは徐々に巨神牽制のための脇役へと転じ、対イデオン戦力の主役は最終兵器ガンド・ロワへと移ることとなる。
このような巨大ロボット群をことごとく撃破、時には惑星ごと殲滅するため、イデオンがどれだけ超越したロボットか、わかりやすく描写されている。その代償として、スケールが巨大すぎてジオラマにしにくい、人型メカでないのでヒーロー性に乏しいなど、プラモデルをはじめとするキャラクターグッズの売れ行きが伸びず、『機動戦士ガンダム』のような商業的成功を収めることができなかった(ただし、プラモデルに関しては販売元のアオシマが全ての重機動メカのキット化を果たしており、1997年以降になって再発売もされている為、一定以上の成功は収めている）。
因みにこれら重機動メカの異形のデザインの他、バッフ・クランメカにはビームやミサイルの他、ワイヤー誘導のクローやハーケンという武器の使用例が多く、こういったメカ描写と戦闘描写には『聖戦士ダンバイン』のメカ戦に受け継がれていったという解釈もある。
また、スモークを曳いて飛ぶ無数のミサイルとともにカメラが俊敏に動くさまは、後に板野サーカスと呼ばれ『マクロス』で完成している。

## 主な機体
※並びは劇中での登場順。

### ガダッカ
劇中最初に登場したバッフ・クランの軽機動メカ。偵察機コポラの搭載機で第1話からカララとマヤヤが使用し、戦闘にも用いられた。
詳細は「伝説巨神イデオンの登場兵器#軽機動メカ」を参照。

### ギラン・ドゥ
第7話「亜空間脱走」で初登場。劇中初めて登場した重機動メカであり、イデオン出現以前から存在した。亜空間戦闘を想定して建造されており、ガタマン・ザンからギジェ・ザラルの操縦で発進し、旧式ながら亜空間戦闘に不慣れなイデオンを苦しめたが、ギジェは亜空間でも戦えるイデオンに驚愕している。ガタマン・ザンと連携で異星人の船をあと一歩の所まで追い詰めるが、ベスのDSドライブブレーキ戦法でソロ・シップを取り逃がす。
21話「敵戦艦を撃沈せよ」では戦力の枯渇した（本機と修理中のジグ・マックがあるのみの）ドロワ・ザンから出撃させた際、パワーアップしたイデオンに対抗できず、簡単に撃墜されている。
ミサイルランチャーを備えた2本の腕と、3本の脚を持ち、緑色のリング状加粒子を投射するランチャーを胴体三方に持つ。機体の色は薄緑色主体（プラモの箱絵などでは白色になっている）。デザインはサブマリンによる。

### ドグ・マック
第8話「対決・大砂塵」で初登場。大気圏内戦闘用に開発されているが、宇宙空間内でも運用できるので汎用性が高い。イデオン出現以前から存在した重機動メカ。右がクロー、左が電磁ムチの計2本の腕と、3本の脚を持つ。コックピットを作業ポッドとして使用することができる。機体の色は青主体。
イデオンに比べてかなり小型の重機動メカで、第8話の恐竜の星でギジェが使用したが簡単に排除され、第10話にクリスタルスターにおいてアバデデが、巨大な蜂型シリコン生命体バジンを利用した戦法でイデオンを窮地に追い込んだが、自身もバジンに撃墜された以外はイデオンに目立った損害を与えられず、以後は登場しない。
ガタマン・ザン搭載機のみが登場し、アバデデ・グリマデの愛機だった。デザインはサブマリンによる。

### ジグ・マック
第11話「追撃・遺跡の星」で初登場。バッフ・クラン軍が開発した新型の汎用重機動メカである。後に手脚を捨てて頭部が脱出ポッドになる量産型が登場した。開発はイデオン登場以前だが、宇宙空間・大気圏内・亜空間全領域で使用可能な汎用性の高さから、後継機の登場後も主力機として運用され続けた。クローを装備した2本の腕と2本の脚、股間に漢らしい何かを連想させる巨大なバーニアを有する。機体の色は薄茶色主体。
第11話にグハバ・ゲバが搭乗した機体は試作機で、単機運用で投入されたが第13話で撃破され、その後はイデオンとの戦力差分析から基本的に3機編成で投入された。強力な加粒子砲およびクローでイデオンに何度も大きなダメージを与えている。第15話ではジルバル・ドクがクローでイデオンの腹部をえぐり取ったが、コクピットを叩き潰されて撃墜されている。加粒子砲は直線上に伸びるビーム形式だが、第16話のダミド指揮下の機体はギラン・ドウ同様の環状加粒子ランチャーも使用している。
第17話「激闘！猿人の星」において、機体下部からソロ星で発見された謎の粒子「ドノバン」の粉末を散布し、イデオンに対する「バリアー崩し」攻撃を行った。第18話では地球軍の輸送船を奪ったギジェが、本機3機でアジアン星に侵入して地表で暴れ回り、加粒子砲でイデオンの左足を切断している。第21話ではドロワ・ザンの格納庫に修理中の機体があったが、艦外から繰り出すイデオンのパンチで破壊されている。第25話でダラム私設軍隊にハルルからデロ・ザン貸与の礼として2機が増援として贈られたが、ソロ・シップ、キャラル連合軍の前に撃墜されている。第27話「緊迫の月基地潜行」では、ゲロワ・ザン所属機が自動操縦でズロオ・ジックを伴ってイデオンおよび月面基地「ムーンランド」を攻撃した。その後も、劇場版を含む大規模な戦闘には大抵姿を見せている。
サブマリンによる三脚型の原案があったが、富野が大幅に変更して描いたデザイン案がほぼそのまま決定デザインとなり、これをサブマリンがフィニッシュワーク。古城武司のコミカライズ版では上部のみ（脱出ポッド状態）で運用されている描写もあり、単独で亜空間飛行を行っている。

### ロッグ・マック
第19話「ギャムス特攻命令」で初登場。ギャムス・ラグの戦艦サディス・ザンに6機が配備された。大気圏内戦闘用に開発された重機動メカで、体当たり攻撃用の球形の外殻を被っているのが特徴。外殻を装着すると、脚部およびメインスラスター以外は外殻の中に隠れる。本体はクロー装備の2本の腕と2本の脚を持つ、かなり人型に近いデザインである。本体頭部にはコックピット兼脱出ポッドが内蔵されていた。
ミサイルランチャーは外殻のコブに装備されていた。第19話など劇中では外殻を装着して相手に強電磁界攻撃を使用した体当たり攻撃を行っていたが、これは追加装甲的な物でイデオンに割られ、本体がミサイルの斉射を受けて撃破されている。また、第20話では「悪魔の双子」ことブフ兄妹がソロ・シップへ体当たり攻撃を敢行したものの、兄のドッパ・ブフはイデオンに撃破された後に脱出ポッドで挑んで戦死。妹のキヤヤ・ブフも、イデオンにロッグ・マックを戦艦サディス・ザンへ放り投げられて激突。上司のギャムスと共に衝突死した。
機体の色は緑主体。サブマリンによる球形の外殻を被った原案を元に、湖川友謙が大幅にアレンジしてデザインしている。
なお、バッフ・クランメカ特有のピンクと黒の網目模様が、この機体のみどこにも存在しない。

### ガンガ・ルブ
第21話「敵戦艦を撃沈せよ」で初登場。オーメ財団によって開発され、財団のダラム・ズバ率いる私設軍に4機が配備された。機体の大きさがイデオンを超えた最初の重機動メカ。バッフ・クランではじめてバリアーを装備した機体でもある。右がクロー、左がハーケンや実体弾を発射する5連装多目的ランチャーを装備した計2本の腕と、3本の脚を持つ、ドグ・マック以来の重機動メカとしてはオーソドックスなレイアウトを採用している。機体に加粒子砲やミサイルランチャーも内蔵式で装備しており、機体上部に加粒子砲6門。機体前面に速射加粒子砲12門の砲口が確認出来る（第37話では、ここからミサイルも放っている）。
一方で、正規軍開発の重機動メカが曲線を多用したどこか有機的なデザインなのに比較し、同様にオーメ財団が開発した戦艦ガブロ・ザンと共通する平面基調のメタリックなイメージのデザインである。大きさに相応しくジグ・マックの1.5倍という高出力を誇り、格闘戦においてはイデオンを蹴り飛ばしている。複座の機体だが、コックピットは独立したカプセル式の単座である。カプセルは機体内部左右に並列（サイドバイサイド）配置され、単独で飛行可能で搭乗時に使われるが、脱出ポッド（兼作業ポッド）にもなる。カプセルは劇中で2つの形状が見られ、ダラムやギジェはこのコクピット機構を利用し、本体から離脱してイデオンに小型核爆弾を取り付けたこともある（第23話、第25話）。
パイロット以外にも機内に10名前後の人員と人数分の軽機動メカを輸送可能な施設があり、これは第24話でゲリラ工作をする際に使用されている。さらに第25話にはコクピットカプセル以外の脱出用内火艇も確認されている。
後にバッフ・クラン軍に正式採用された量産型ガンガ・ルブ・リブが登場している。外見上はガンガ・ルブと差違はみられない。劇場版ではジグ・マック以上に大量配備され、主力機として活躍した。
機体の色は紫主体。全領域使用可能の汎用型だが、劇中では亜空間戦闘には用いられてはいない。
初登場の第21話はドロワ・ザンの脱出艇を援護する形で現れ、イデオンに体当たりしてのミサイルを迎撃した程度の活躍である。本格的に現れたのは第23話「戦慄・囮の星」で、ダラムがバリアーを崩す素粒子「ドノ・バン」を使用してイデオンを苦しめたが、その後の話では使用されなかった。ダラムとギジェ搭乗の2機が登場するが、ダラム機は胴体をイデオンのパンチでぶち破られて撃墜されている（このシーンはバンクとなって、その後、度々流用されている）ものの、脱出したコクピットカプセルによる核攻撃に成功している。第24話では再びダラムとギジェが乗る2機が、キャラル軍のスタグラ補給所に潜入し、機内から多数のガダッカを出して巨神を奪い取るゲリラ作戦を展開するが、果たせずに敗退。1機を失っている。第25話にはソロ・シップ、キャラル連合軍の反撃で残存の2機も撃墜され、以後に登場する機体は第34話から正規軍採用型のガンガ・ルブ・リブとなる。
サブマリンによるドグ・マック的な単眼と三脚を持ったジグ・マックとの折衷型で、直線主体ではないデザイン原案もあったが採用されず、湖川友謙が大幅にアレンジしてデザインしている。。古城武司のコミカライズ版では「悪魔の双子」こと、ブフ兄妹操る新鋭機として登場している。

### ガルボ・ジック
第26話「死闘・ゲルの恐怖」で初登場。対イデオン用に開発された機体で、数体がダラム艦隊に配備された。上中下の三体に分かれており、同型の上部と下部をガルボ・トップ。中間部をガルボ・ベースと呼称する。合体形態では生物の脳細胞を破壊するゲル結界を出す発振器がガルボ・ベースから展開し、上下のガルボ・トップが2基ずつ備えるワイヤークローでイデオンを拘束、正面から脳細胞破壊ビームをコスモ達に放射する。
ゲル結界は、イデオンと正面から闘うのではなく、パイロット達の脳細胞を直接破壊するもので、今までの重機動メカが敵を破壊して、イデの秘密を持ち帰る直接破壊タイプなのに対して、敵を無力化して無傷で持ち帰る間接的な攻撃アプローチを持った新しいタイプであった。脳細胞破壊ビームは直撃すれば激しい苦痛を、かなり離れていても頭痛を与えるため、コスモたちはこの機体を「頭痛メカ」などと呼んでいた。後に登場するゲル結界を搭載した特殊艦、ブラム・ザンとバルメ・ザンの試作機的な機体で、手足のようなものはなく、他の重機動メカとは一線を画している。第30話にはルクク艦隊に配備された増加試作型も登場しているが、ゲル発振器が不調を起こしており、更にガルボ・トップのコックピット部分は脱出用内火艇となっていたが、こちらも第27話で不調を起こして墜落しているので、あまり機械的な信頼性は高くない様子がうかがえる。
第26-27話ではギジェが操縦してイデオンと戦ったが、ガルボ・トップを撃破されるなどして敗退し、月面では遂にガルボ・ジックを全損して、ギジェはダラムに見捨てられてしまう。第28話に登場した機体は、初登場の波導ガンで母艦のゲロワ・ザンと一緒に吹き飛ばされ、第30話にルクク艦隊から借りたダラムのガルボ・ジックは、イデオンとの格闘戦に打ち負けて不時着している。
ゲル結界は第26話でダラムの語った「数分でパイロットは死ぬ」はずの威力からは、効果は遥かに減じられていたため（実際、コスモ達は照射後も脳細胞破壊で精神障害を起こして廃人となったり、それから生じる身体障害なども起こしていない）、イデはゲル結界に対するバリアーを当初から発生させており、バリアーの上昇によって効果が望めないと判断後に前線投入はされなくなった。
サブマリンのラフでは、ガルボ・トップに腰と二本足がくっついたようなデザインだったが、富野により大幅にシルエットを変更されての登場となった。

### アディゴ
第29話「閃光の剣」で初登場。通常の重機動メカより小型で、高い機動力を誇る。小型ながらも汎用で宇宙空間・大気圏内・亜空間を問わず、全領域で使用可能。テレビシリーズ終了直後に発売されたプラモデルでは重機動メカにカテゴライズされているが、後の書籍では重機動メカとは区別し「機動メカ」もしくは「高機動メカ」としている場合が多い。
機体のほとんどを大口径の加粒子砲とエンジンが占め、突き出した有視界のキャノピー付きコックピット、本体脇に加粒子砲付きの小さなアームが一対と本体に比較すると非常に細く延びた脚部を付けたような構造であり、高出力、高機動、高火力をイメージするデザインである。実際劇中でも、その軽量と高機動力を活かし、一門ではあるが大口径の加粒子砲による一撃離脱を主戦法としていた。また、大型加粒子砲の砲門にはワイヤークローが装備されており、電撃攻撃も可能である。他に本体上部に8連装ミサイルランチャー、左右に3連装ミサイルランチャーがある。
加粒子砲の発射時には砲口直下のコクピットにガードがかかるという設定があるが、冨野監督は「アディゴはそういったギミックもいろいろ考えたプラモデル用のメカだったが、実際のプラモデルではそれが再現されていない」とやや不満げに語っている。
ガンガ・ルブなどの重機動メカと比べ、一機当たりの戦闘力は低い。しかし、兵器としての完成度・洗練度は数段上で、集団で高機動を生かして戦う戦法は一度の戦いに数十機から数百機が投入されており、戦闘機的に運用がされたことから、一対一が多かった重機動メカとは扱いが違うと言える。
通常の攻撃でもソロ・シップのバリアーを貫通する（第29話）など、その威力は侮れないが、特に対象物に肉薄し、ワイヤークローを撃ち込んでの大型加粒子砲によるゼロ距離接射は第32話のモエラ、第38話ではギジェと、共にBメカのパイロットを戦死させている。劇中、カララ・アジバが「テストを見たことがある」と発言していることから、イデオン出現前に開発が開始されたものと推測される。機体の色は緑主体。

### アブゾノール
第31話「故郷は燃えて」に登場。新兵器としてルクク・キルの艦隊に中途配備され、イデオンに対して使用された。機体に手足および目立った武装はなく、前面にある6基の吸盤＋ワイヤー状の装置を発射、目標に吸着させて、機体後方にある4基の装置から放出することで相手にエネルギー切れを起こさせる兵器である。全ての攻撃は機体全面にバリアーを発生させることで防ぐ。機体の色は淡褐色主体。
イデオンに対して装置を使用した結果、一時はイデオンもパワーダウンを起こして行動不能に陥り、危うくバッフ・クランに捕獲されかけたが、その無限力を発揮したイデオンのエネルギー総量を扱いきれず、アブゾノールはオーバーフローを起こして爆発した。
特殊型だけはあって全重機動メカの中で唯一、同型機が登場しないワンオフ機。登場回も第31話の1話限りである。富野由悠季のラフを元に、サブマリンがフィニッシュワーク。

### ギド・マック
第33話「ワフト空域の賭け」で初登場。ハンニバル・ゲンの戦艦ガドモア・ザンに4機が配備された。二体一組で合体することができ、尾部同士を接続した合体形態をギド・マック・ドゥという。遭遇したギジェはこの機体について全く知識を持っていなかった。前部にアディゴのような有視界式コクピット。尾部に大型のエンジン2基を備えている。マニピュレータはなく、大型2基、中型2基のワイヤー付きクローを装備。機体上部の中央部にミサイルランチャー。その脇の左右に速射加粒子砲をそれぞれ帯状に配置して、凄まじい高火力を一気に叩き付ける形でイデオンを圧倒する。
機体の色は緑主体。重機動メカとしては最大級の巨体と裏腹に、ハイパワーと高い機動性が武器であり、その素早い動きでイデオンを翻弄し、クローで掴んで引きずりまわす、という戦法をとっていた。第35話ではイデオン側のミサイルに追尾されてもそれを振り切り、逆にそのミサイルをイデオンに送り返すといった離れ業も見せた。しかし、その高機動性が仇になったケースもあり、第33話ではエネルギーを喰らう鉱物生命体ヴァンデのいるワフトエリアへ放り込むための体当たりをイデオンにかわされた挙げ句、惰性を止められずにワフトエリアに自ら突っ込んでしまい、全身をヴァンデに取り付かれて自滅してしまった。僚機であったメバルル・クオウのギド・マックも、ギジェの裏切りとイデオンの分離攻撃によって程なく撃破されている。
第34話でハンニバルは自分の艦を失ったものの、本機で脱出してマーシャル・フランクリンの戦艦スカラベリィの客将となり、第35話でギド・マック2機をもってイデオンに挑み、ミサイルの撃ち合いに負けて戦死している。なお、劇中では登場からしばらくは名称不明のままで、スカラベリィのオペレーターが述べるハンニバル機が撃墜時の報告で、ようやく機体名が明かされた。富野由悠季のラフを元に、サブマリンがフィニッシュワーク。

### ジョング
劇場版「伝説巨神イデオン 発動篇」に登場。宇宙戦闘用の複座軽機動メカ。
詳細は「伝説巨神イデオンの登場兵器#軽機動メカ」を参照。

### ザンザ・ルブ
劇場版「伝説巨神イデオン 発動篇」に登場。ガンガ・ルブの発展強化型である。2本の腕、3本の脚という形態は同じだが、直線的なデザインのガンガ・ルブとは打って変わり、曲面のみで構成されたデザイン。腕は橈骨・尺骨に、脚は脛骨・腓骨に分かれるなど有機的で非常に特徴的なデザインである。武装についてもガンガ・ルブと異なり、格闘戦を念頭に両腕ともクロー装備となっている。機体の色は、バッフ・クランでは「徹底抗戦」を表す白。
劇中におけるバッフ・クラン最新鋭重機動メカで、イデオンと最後に交戦した機体でもある。強力な大口径加粒子砲およびクローを持っている。敵を正面から叩き潰す、ガンガ・ルブ以来の久々に正統派の重機動メカであり、設計段階ではイデオンに対抗可能との想定で建造されたが、完成時でのバッフ・クラン総軍では「既に重機動メカ単機では、イデその物である巨神に対抗出来ない」との結論を下していたので、量産は少数に留まり、前線にはほとんど投入されず、その多くがガンド・ロワ周辺に配備された。
コックピット部分は脱出用内火艇となっており、劇中ではハルル自らが侍女二人と共に搭乗してイデオンに挑むもイデオン・ガンにより破壊されたが、この脱出艇でソロ・シップ内部へと取り付いている。また終盤の戦闘で一機がイデオンに特攻をかけ、ガンド・ロワの一撃の道連れとすることに成功した。
準備稿での名前はザンザ・ルグであった。デザインは湖川友謙が手がけた。